# Wolfram Dörinkel
Wolfram Dörinkel (* 5. September 1907 in Bad Oeynhausen; † 26. November 1975 in Wiesbaden) war ein deutscher Jurist und Politiker (FDP).

## Leben
Nach dem Abitur studierte Dörinkel Rechts- und Staatswissenschaften sowie Volkswirtschaft an der Albert-Ludwigs-Universität Freiburg, der Sorbonne und der Friedrich-Wilhelms-Universität Berlin. Seit 1926 war er Mitglied des Corps Suevia Freiburg. Er legte 1928 das erste juristische Staatsexamen ab und promovierte 1930 zum Dr. jur. Die Referendarausbildung beendete er 1932 mit dem zweiten juristischen Staatsexamen. Zum 1. Mai 1933 trat er der NSDAP bei (Mitgliedsnummer 3.052.418). Ferner war er NSRB-Mitglied und ehrenamtlicher Blockwart. Anschließend arbeitete er als Rechtsanwalt in Berlin. Von 1943 bis 1945 nahm er als Soldat am Zweiten Weltkrieg teil.
Nach dem Kriegsende leitete Dörinkel eine Anwaltspraxis in Wiesbaden. Außerdem war er Geschäftsführer des Fachverbandes der Hartfaserindustrie und des Fachverbandes der Kokosindustrie.
Dörinkel war 1945 Mitbegründer der FDP Nordrhein-Westfalen. Er war von 1952 bis 1954 Vorsitzender des FDP-Kreisverbandes Wiesbaden und wurde 1952 in den Landesvorstand der FDP Hessen gewählt. Von 1962 bis 1964 gehörte er dem FDP-Bundesvorstand an.
Von 1954 bis zum 1. Oktober 1961 war er Mitglied des Hessischen Landtages. Vom 10. Oktober 1957 bis zu seinem Ausscheiden aus dem Landtag war er als Nachfolger von Oswald Adolph Kohut Vorsitzender der FDP-Landtagsfraktion, seit 1958 auch stellvertretender Vorsitzender des Ausschusses für Wirtschaft und Verkehr.
Bei der Bundestagswahl 1961 wurde Dörinkel über die Landesliste der FDP Hessen in den Deutschen Bundestag gewählt, dem er bis 1965 angehörte.
1973 wurde er mit dem Großen Bundesverdienstkreuz ausgezeichnet.

## Veröffentlichungen
- Kartellrecht, 1938.